# The Incredible Adventures of Van Helsing II
The Incredible Adventures of Van Helsing II est un jeu vidéo de type action-RPG développé et édité par NeocoreGames, sorti en 2014 sur Windows, Mac, PlayStation 4 et Xbox One.

## Accueil
- Canard PC : 6/10[1]
- Jeuxvideo.com : 16/20[2]